# Sukhwinder Singh
Sukhwinder Singh (n. 18 de julio de 1971 en Amritsar) es un rapero y cantante indio más conocido por trabajar como cantante de playback en  Bollywood. Singh es famoso por cantar "Chaiyya Chaiyya" por la cual ganó el Premio de mejor cantante de playback masculino en los Premios Filmfare a la música de 1999. , a partir de Mani Ratnam 1998 su música  fue compuesta por A. R. Rahman, escrito por Gulzar, y cantada a dúo con Sapna Awasthi. También apareció en el musical Bombay Dreams , en arreglos variados, en los títulos y créditos de los cortos de la película de 2006 de Spike Lee, Inside Man Singh ganó más adelante fama más internacional de canto "Jai Ho" de la película Slumdog Millionaire, que ganó un Premio de la Academia a la mejor canción original y un premio Grammy a la Mejor canción escrita para una Película, Televisión u otro medio visual

## Discografía

### Director musical
- Biwi No.1
- Rakht Charitra
- Halla Bol
- Black and White
- Kurukshetra - "Ban Dhan Chali"
- Astitva

### Cantante de playback
- Balle Mataram (2011)
- Teen Thay Bhai (2011)
- Ishq De Mamle (2011) (MovieBox)
- Tees Maar Khan (2010)   -   "Badey Dilwala"
- Band Baaja Baaraat (2010) - "Dum Dum (Sufi Mix)"
- Easan (Tamil) -   "Meyyana Inbam"
- Slumdog Millionaire - "Jai Ho"
- Anwar - "Vijana Theeram"
- Veer (2010) - "Taali"
- Dabangg - "Hud Hud Dabangg"
- Raavan - "Thok De Killi"
- Ishqiya - "Ibn-E-Batuta"
- Me Shivajiraje Bhosale Boltoy - "O Raje"
- Ringa Ringa - "Ghe Sawarun"
- Maa Tere Jaisa - "Bolo Raam"
- Man Chandre - Connections (Album)
- Blue - "Aaj Dil Gustakh Hai"
- Kurbaan (2009) - "Dua"
- Kaminey - "Bhag Hag"
- Jag Jeondeyan De Mele (2009)  - "Rang Rangia"
- Billu Barber - "Marjaani"
- Kumbaaraki (2009) - "Kaaranji"
- Rab Ne Bana Di Jodi - "Haule Haule"
- Bachna Ae Haseeno - "Jogi Mahi"
- Fashion - "Fashion Ka Jalwa"
- Bhootnath - "Banku"
- Chak De India - "Chak De India"
- Om Shanti Om - "Dard-e-Disco"
- Tashan - "Dance Maar", "Dil Haara"
- Jaane Tu Ya Jaane Na - "Jaane Tu Meri Kya Hai"
- Halla Bol
- Black and White (2008) - "Haq Allah", "Peer Manava", "Main Chala", "Jogi Aaya"
- Jhoom Barabar Jhoom (2007)
- Chhodon Naa Yaar (2007)
- Kaisay Kahein (2007)
- Shootout at Lokhandwala (2007) - "Nashe Mein"
- Shaadi Se Pehle (2006) - "Bijuriya"
- Bombay Skies (2006)
- Jaane Hoga Kya (2006)
- Jaan-E-Mann (2006) - "Jaane Ke Jaane Na"
- Omkara (2006) - Title song and "Beedhi"
- Mangal Pandey: The Rising - "Takey Takey"
- Water (2005) - "Aayo Re Sakhi", "Bhangari Morori", "Piya Ho"
- Paheli (2005) - "Phir Raat Kati"
- Dosti: Friends Forever (2005)
- Ek Ajnabee (2005)
- Ek Khiladi Ek Haseena (2005) - "Nasha"
- Garam Masala (2005) - "Chori Chori"
- Ramji Londonwaley (2005)
- Bunty Aur Babli (2005)
- Shabd (2005)
- Padmashree Laloo Prasad Yadav (2005)
- Kisna: The Warrior Poet (2005) - "Ahambramasmi", "Woh Din Aa Gaya", "Woh Kisna Hai"
- Classic Dance of Love (2005)
- Musafir (2004) - "Mahi Ve","Saaki Saaki".
- Naach (2004)
- Madhoshi (2004)
- Meenaxi: A Tale of Three Cities (2004) - "Chinnamma Chilakkamma"
- Khakee (2004)
- Sssshhh... (2003)
- Tere Naam (2003) - "Lagaan Lagi"
- Calcutta Mail (2003)
- Supari (2003)
- Chalte Chalte (2003) - "Layi Ve Na Gaye"
- Kaise Kahoon Ke... Pyaar Hai (2003)
- Baaz: A Bird in Danger (2003)
- Dum (2003)
- Anubhav: An Experience (2003)
- Border Hindustan Ka (2003)
- Udhaya (2003) - "Thiruvallikkeri Rani"
- Kaante (2002)
- Karz: The Burden of Truth (2002)
- Annarth (2002)
- Shakthi: The Power (2002)
- Yeh Hai Jalwa (2002)
- The Legend of Bhagat Singh (2002) - "Desh Mere Desh", "Dil Se Niklegi", "Kasam Tumko Watan", "Pagdi Sambhal Jatta", "Shora So Pahchaniye"
- Na Tum Jaano Na Hum (2002)
- Junoon (2002)
- Little John (2002)
- Monsoon Wedding (2001) - "Aaj Mera Jee Kardaa"
- Bas Itna Sa Khwaab Hai (2001)
- Aks (2001)
- Yaadein (2001)
- Lagaan: Once Upon a Time in India (2001) - "Mitwa", "Ghanan Ghanan"
- One 2 Ka 4 (2001) - "Allay Allay"
- Zubeidaa (2001) - "Main Albeli"
- Mrugaraaju (2001)
- 12B (2001)
- Raja Ko Rani Se Pyar Ho Gaya (2000)
- Kurukshetra (2000)
- Astitva (2000)
- Jungle (2000)
- Refugee (2000)
- Devi Putrudu (2000)
- Hum To Mohabbat Karega (2000) - "Lai Liya"
- Khauff (2000)
- Annayya (2000) - "Aata Kavala Pata Kavala"
- Shaheed Uddham Singh: Alais Ram Mohammad Singh Azad (2000)
- Jaanwar (1999)
- Thakshak (1999) - "Dholna"
- Khoobsurat (1999)
- Dillagi (1999)
- Panchayyat (1999)
- Seenu (1999)
- Biwi No.1 (1999)
- Phool Aur Aag (1999)
- Daag: The Fire (1999) - "Lucky Kabootar"
- Dil Kya Kare (1999)
- Earth (1998) - "Ruth Aa Gayee Re", "Raat Ki Daldal Hain", "Yeh Jo Zindagi Hain"
- Dil Se (1998) - "Chaiyya Chaiyya"
- Taal (1998) - "Ramta Jogi", "Ni Main Samajh Gayee", "Kariye Na", "Nahin Samne"
- Dus (1997)
- Itihaas (1997)
- Raghuveer (1995)
- Chamatkar (1992)
- Kurbaan (1991)
- Fateh (1991)
- Ek Chadar Maili Si (1986)
- Karma (1986)
- Ravoyee Chandamama - Gudu Gudu Guncham-(1999)